# ريتشارد مورتنسن
ريتشارد مورتنسن (بالدنماركية: Richard Mortensen)‏ هو رسام دنماركي، ولد في 23 أكتوبر 1910 في Ejby, Lejre Municipality ‏ في الدنمارك، وتوفي في 6 يناير 1993 في كوبنهاغن في الدنمارك.

## وصلات خارجية
- ريتشارد مورتنسن على موقع الموسوعة البريطانية (الإنجليزية)
- ريتشارد مورتنسن على موقع ديسكوغز (الإنجليزية)